# Francisco de São Luiz Saraiva
Francisco de São Luiz (Manoel Justiniano) Saraiva, O.S.B., portugalski rimskokatoliški duhovnik, škof in kardinal, * 26. januar 1766, Ponte de Lima, † 7. maj 1845.

## Življenjepis
7. marca 1789 je prejel duhovniško posvečenje.
19. aprila 1822 je bil imenovan za škofa Coimbre; 15. septembra istega leta je prejel škofovsko posvečenje; s tega položaja je odstopil 30. aprila 1824. Na isti dan je imenovan za naslovnega škofa Dure.
Leta 1840 je bil imenovan za patriarha Lizbone; potrjen je bil 3. aprila 1843.
19. junija 1843 je bil povzdignjen v kardinala.